# Historický archiv Kikinda

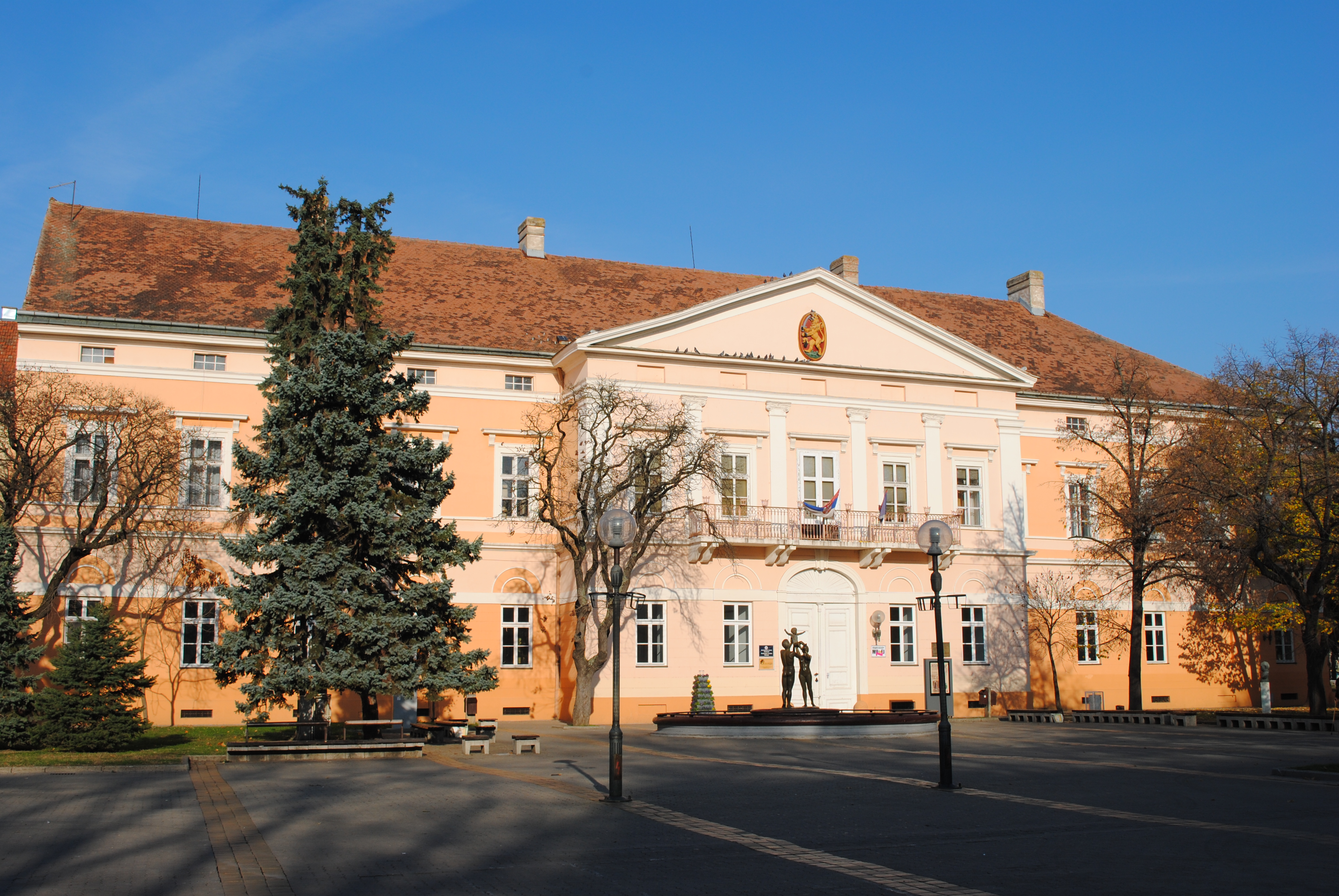
Budova muzea a archivu v Kikindě.

Historický archiv Kikinda (srbsky Историјски архив Кикинда) je kulturní instituce všeobecného významu, která se věnuje archivní činnosti ve městě Kikinda a v jejím okolí v Severobanátském okruhu v Srbsku.

## Historie
Jako samostatná organizace vznikl archiv v severosrbském městě Kikinda k 1. lednu 1955, ačkoliv již dříve se zde počítalo se vznikem takové instituce. Původně působil při městském muzeu, od něhož byl nakonec oddělen. Svůj současný název má od 1. ledna 1991. Je příslušný pro území opštin Kikinda, Čoka a Novi Kneževac.

## Archivované materiály
V archivu je umístěno na 2100 m archivních materiálů na 2500 m polic. Materiály jsou uspořádány do 389 fondů a 6 sbírek.